# Юнас Фрегрен
Юнас Фрегрен (швед. Jonas Frögren, нар. 28 серпня 1980, Фалун) — шведський хокеїст, що грав на позиції захисника. Грав за збірну команду Швеції.

## Ігрова кар'єра
Хокейну кар'єру розпочав на батьківщині 1998 року виступами за команду «Фер'єстад».
1998 року був обраний на драфті НХЛ під 206-м загальним номером командою «Калгарі Флеймс».
Протягом професійної клубної ігрової кар'єри, що тривала 17 років, захищав кольори команд «Фер'єстад», «Торонто Мейпл-Ліфс», «Динамо» (Мінськ), «Атлант» (Митищі), «Шеллефтео» та «Лександ».
Загалом провів 41 матч у НХЛ.
Був гравцем молодіжної збірної Швеції, у складі якої брав участь у 13 іграх. Виступав за дорослу збірну Швеції, на головних турнірах світового хокею провів 9 ігор в її складі.

## Статистика

### Клубні виступи
| Сезон        | Клуб                 | Ліга         | Регулярний сезон | Регулярний сезон | Регулярний сезон | Регулярний сезон | Регулярний сезон | Плей-оф | Плей-оф | Плей-оф | Плей-оф | Плей-оф |
| Сезон        | Клуб                 | Ліга         | І                | Г                | П                | О                | ШХ               | І       | Г       | П       | О       | ШХ      |
| ------------ | -------------------- | ------------ | ---------------- | ---------------- | ---------------- | ---------------- | ---------------- | ------- | ------- | ------- | ------- | ------- |
| 1998–99      | «Фер'єстад»          | ШХЛ          | 22               | 0                | 0                | 0                | 2                | —       | —       | —       | —       | —       |
| 1999–00      | «Бофорс ІК»          | Аллсв        | 43               | 2                | 7                | 9                | 40               | —       | —       | —       | —       | —       |
| 2000–01      | «Фер'єстад»          | ШХЛ          | 49               | 3                | 0                | 3                | 10               | 16      | 0       | 0       | 0       | 4       |
| 2001–02      | «Фер'єстад»          | ШХЛ          | 50               | 3                | 6                | 9                | 18               | 10      | 0       | 0       | 0       | 4       |
| 2002–03      | «Фер'єстад»          | ШХЛ          | 50               | 1                | 7                | 8                | 48               | 14      | 0       | 0       | 0       | 16      |
| 2003–04      | «Фер'єстад»          | ШХЛ          | 47               | 5                | 5                | 10               | 38               | 17      | 2       | 0       | 2       | 6       |
| 2004–05      | «Фер'єстад»          | ШХЛ          | 34               | 1                | 0                | 1                | 26               | 15      | 0       | 2       | 2       | 2       |
| 2005–06      | «Фер'єстад»          | ШХЛ          | 46               | 3                | 3                | 6                | 84               | 17      | 1       | 1       | 2       | 6       |
| 2006–07      | «Фер'єстад»          | ШХЛ          | 53               | 4                | 4                | 8                | 40               | 7       | 1       | 0       | 1       | 0       |
| 2007–08      | «Фер'єстад»          | ШХЛ          | 47               | 0                | 1                | 1                | 38               | 12      | 0       | 1       | 1       | 12      |
| 2008–09      | «Торонто Мейпл-Ліфс» | НХЛ          | 41               | 1                | 6                | 7                | 28               | —       | —       | —       | —       | —       |
| 2008–09      | «Торонто Марліс»     | АХЛ          | —                | —                | —                | —                | —                | 3       | 0       | 0       | 0       | 0       |
| 2009–10      | «Торонто Марліс»     | АХЛ          | 56               | 3                | 8                | 11               | 41               | —       | —       | —       | —       | —       |
| 2010–11      | «Фер'єстад»          | ШХЛ          | 43               | 0                | 2                | 2                | 53               | 14      | 0       | 3       | 3       | 8       |
| 2011–12      | «Фер'єстад»          | ШХЛ          | 33               | 0                | 0                | 0                | 47               | 10      | 0       | 0       | 0       | 10      |
| 2012–13      | «Динамо» (Мінськ)    | КХЛ          | 8                | 0                | 3                | 3                | 6                | —       | —       | —       | —       | —       |
| 2012–13      | «Атлант» (Митищі)    | КХЛ          | 25               | 0                | 2                | 2                | 28               | 2       | 0       | 0       | 0       | 2       |
| 2013–14      | «Шеллефтео»          | ШХЛ          | 50               | 3                | 7                | 10               | 30               | 13      | 0       | 2       | 2       | 8       |
| Усього в ШХЛ | Усього в ШХЛ         | Усього в ШХЛ | 524              | 23               | 35               | 58               | 434              | 145     | 4       | 9       | 13      | 76      |
| Усього в НХЛ | Усього в НХЛ         | Усього в НХЛ | 41               | 1                | 6                | 7                | 28               | —       | —       | —       | —       | —       |

### Збірна
| Рік                | Команда            | Турнір             | Місце              | І  | Г | П | О | ШХ |
| ------------------ | ------------------ | ------------------ | ------------------ | -- | - | - | - | -- |
| 1998               | Швеція             | ЮЧЄ                | 1                  | 6  | 0 | 3 | 3 | 0  |
| 2000               | Швеція             | МЧС                | 5-е                | 7  | 0 | 2 | 2 | 6  |
| 2008               | Швеція             | ЧС                 | 4-е                | 9  | 0 | 3 | 3 | 8  |
| Молодіжна збірна   | Молодіжна збірна   | Молодіжна збірна   | Молодіжна збірна   | 13 | 0 | 5 | 5 | 6  |
| Національна збірна | Національна збірна | Національна збірна | Національна збірна | 9  | 0 | 3 | 3 | 8  |